# Essey-la-Côte
Essey-la-Côte è un comune francese di 88 abitanti situato nel dipartimento della Meurthe e Mosella nella regione del Grand Est.

## Società

### Evoluzione demografica
Abitanti censiti